# Liste der Kapellen im Bistum Aachen – Region Aachen-Land
Die Liste der Kapellen im Bistum Aachen – Region Aachen-Land listet die pfarrgebundenen und Privatkapellen auf, die im Bereich der GdG St. Marien, Baesweiler, GdG Herzogenrath-Merkstein, GdG Herzogenrath-Kohlscheid, GdG Alsdorf, GdG Würselen, GdG Eschweiler-Mitte, GdG Eschweiler-Süd, GdG Eschweiler-Nord, GdG Stolberg-Nord und GdG Stolberg-Süd im Bistum Aachen stehen. Die betreffenden Pfarren sind in der Liste der Kirchen im Bistum Aachen – Region Aachen-Land einsortiert.

## Liste
| Bild           | Name                               | Ort                                 | Pfarrei                             | Gemeinschaft der Gemeinden | Baudaten |
| -------------- | ---------------------------------- | ----------------------------------- | ----------------------------------- | -------------------------- | --- |
|                | Kriegergedächtniskapelle           | Alsdorf                             | St. Castor, Alsdorf                 | Alsdorf                    | 1480; erbaut aus der Apsis einer ehemaligen Kirche aus dem 13. Jh., ehem. Grabkapelle der Familie von Harff; später Erinnerungsstätte für die Toten des Zweiten Weltkrieges |
| weitere Bilder | Barbara Kapelle                    | Alsdorf                             |                                     |                            | Privatkapelle; 2014 erbaut für die ehemaligen Bergleute in Alsdorf in Nachbarschaft zum Energeticon; Ausgestaltung: Ludwig Schaffrath, Dokumentation: Algirdas Milleris |
|                | Friedhofskapelle                   | Alsdorf-Baesweiler                  |                                     |                            | 1911 ehemals Friedhofskapelle, jetzt Mahnstätte für den Frieden |
| weitere Bilder | Kapellchen (Sebastianuskapelle)    | Baesweiler-Oidtweiler               | St. Marien, Baesweiler              | Baesweiler                 | 1880 bis 1890 erbaut an Stelle einer Kapelle aus dem Mittelalter, die dem Ort den Namen gab (Bastwilre/Sebastianusweiler). Eigentum des EBV |
|                | Mahnkapelle Setterich              | Alsdorf-Baesweiler-Setterich        |                                     |                            | 1984; Erinnerung an die Kriegstoten beider Weltkriege |
|                | Hubertus-Kapelle                   | Alsdorf-Beggendorf                  |                                     |                            | 1960, als Ersatz für die 1944 zerstörte Kapelle von 1645; Privatinitiative der Hubertus-Schützen Beggendorf und der Anwohner |
|                | Banneux-Kapelle / Marienkapelle    | Alsdorf-Ofden                       | St. Castor, Alsdorf                 | Alsdorf                    | 1952, Wallfahrtskapelle zur Marienverehrung vor Schloss Ottenfeld |
|                | St. Jacobi                         | Alsdorf-Warden                      | St. Jakob der Ältere, Warden        | Alsdorf                    | 15. Jh. und 17. Jh.; zwischenzeitlich teilweise Schulgebäude und Jugendheim; Um die Jahrtausendwende aufwändig restauriert |
|                | Antoniuskapelle                    | Eschweiler-Bergrath                 | St. Antonius, Bergrath              | Eschweiler-Süd             | 1553; bis 1906 Filialkirche; 2012 grundsaniert und restauriert |
|                | Marien-Kapelle an der Waidmühle    | Eschweiler-Dürwiß                   | St. Bonifatius, Dürwiß              | Eschweiler-Nord            | 1909; auf Initiative von Anwohnern erbaut, später als Prozessionskapelle der Pfarre übertragen |
|                | Marienkapelle am Killewittchen     | Eschweiler-Hastenrath               | Heilig Geist/Eschweiler             | Eschweiler-Süd             | 1956, verputzter kleiner Backsteinbau, innen Marienfigur „Mutter der Armen“, Kopie des Gnadenbildes aus Banneux |
|                | Ave-Maria-Kapelle                  | Eschweiler-Hehlrath                 | St. Cäcilia, Hehlrath               | Eschweiler-Nord            | 1951/1952 als Ersatz für die Kapelle von 1900, die 1952 in Velau der Braunkohle weichen musste |
|                | Antonius-Kapelle                   | Eschweiler-Kinzweiler               | St. Blasius/Kinzweiler              | Eschweiler-Nord            | 1971 erbaut als Ersatz für die für den Tagebau abgerissene Kapelle im Ortsteil Langweiler, dreiseitige Holzkapelle, vorne offen mit Holzstatue des hl. Antonius von Padua |
|                | Kreuzkapelle auf dem Kalvarienberg | Eschweiler-Kinzweiler               | St. Blasius, Kinzweiler             | Eschweiler-Nord            | 1766/1767 als Stiftung von Adolf Karl Sigismund Berghe von Trips, nach Zerstörung im Krieg 1958 wieder hergerichtet, 1970 restauriert |
|                | Gedächtniskapelle Kirchspiel Lohn  | Eschweiler-Lohn                     | St. Silvester, Lohn                 | Eschweiler-Nord            | 2002/2003; in Erinnerung an fünf für den Tagebau Inden abgebaggerte Dörfer |
|                | Hubertuskapelle                    | Eschweiler-Scherpenseel             | St. Wendelinus, Hastenrath          | Eschweiler-Süd             | 1896–1897; Nachbau einer Kapelle aus dem 17. Jh., einjochiger Backsteinbau mit fünfseitigem Abschluss, spitzbogiger Triumphbogen, niedriger Vorbau, querstehender vierseitiger Dachreiter mit schlanker Haube |
|                | Longinus-Kapelle                   | Eschweiler-Vöckelsberg              |                                     |                            | Privatkapelle; 2004; gestiftet von einem Bürger nach überstandener schwerer Krankheit |
|                | Ave-Maria-Kapelle                  | Herzogenrath-Noppenberg             |                                     |                            | Kapelle für den ehemaligen Bergbau, daneben eine alte Grubenlore |
|                | Ave-Maria-Kapelle                  | Herzogenrath-Straß                  | St. Mariä Himmelfahrt, Herzogenrath | Herzogenrath/Merkstein     | 1608; 1982 restauriert |
| weitere Bilder | Marienkapelle                      | Oberstolberg                        |                                     |                            | Privatkapelle vor dem jüdischen Friedhof in der Straße „Turmblick“ |
|                | Marienkapelle                      | Stolberg-Breinig-Rochushof          |                                     |                            | 1869; Privatkapelle der ehemaligen Hofbesitzer vom Gut Rochenhaus |
|                | Marienkapelle Dorff                | Stolberg-Dorff                      | St. Marien Empfängnis, Dorff        | Stolberg-Süd               | 1957; in Blaustein erbaut als Ersatz für eine vormalige Mariengrotte aus Schlackengestein. Rundbogentür mit schmiedeeisernem Gitter; Innen eine Marienfigur aus dem portugiesischen Wallfahrtsort Fátima mit silbernem Rosenkranz |
| weitere Bilder | Ursulakapelle                      | Stolberg-Gressenich                 | St. Laurentius, Gressenich          | Stolberg-Süd               | 18. Jh.; 1954 wiederaufgebaut, 1983 instand gesetzt; Votiskapelle, dreiseitig geschlossener Bruchsteinbau mit Dachreiter über Westgiebel, |
|                | Nikolauskapelle                    | Stolberg-Mausbach-Fleuth            | St. Markus, Mausbach                | Stolberg-Süd               | 17. Jh., verputzter Backsteinbau mit Rundbogennische; darin hölzerne Pietà |
|                | Barbarakapelle                     | Stolberg-Mausbach-Krewinkel         | St. Markus, Mausbach                | Stolberg-Süd               | 1914/1915 erbaut 1986 saniert; Architekt Heinrich van Kann, errichtet als Ersatz für eine Kapelle aus dem Jahr 1697, dreiachsiger Bruchsteinbau mit dreiseitigem Schluss, Dachreiter auf dem Satteldach |
| weitere Bilder | Donatuskapelle                     | Stolberg-Schevenhütte               | St. Josef, Schevenhütte             | Stolberg-Süd               | 1853, dreiseitig geschlossener kleiner Bruchsteinbau mit Dachreiter |
|                | Marienkapelle                      | Stolberg-Schevenhütte               | St. Josef, Schevenhütte             | Stolberg-Süd               | 1853, Devonschieferbau mit neun ungleichen Seiten unter gebrochenem Zeltdach, über dem Eingang Dreiecksgiebel mit Satteldach |
|                | Johanneskapelle                    | Stolberg-Vicht                      | St. Johann Baptist, Vicht           | Stolberg-Süd               | 1672–1676; bis 1912 Pfarrkirche von Vicht; zweiachsiger Bruchsteinbau mit dreiseitigem Abschluss, niedrige Sakristei in fünf Seiten des Achtecks |
| weitere Bilder | Kapelle zur Schmerzhaften Mutter   | Stolberg-Werth                      | St. Josef, Werth                    | Stolberg-Süd               | Mitte der 1950er-Jahre, dient als Kriegergedächtniskapelle; Links und rechts einer Pietà hängen die Namenstafeln der Gefallenen aus beiden Weltkriegen |
|                | Marienkapelle                      | Stolberg-Zweifall                   | St. Rochus, Zweifall                | Stolberg-Süd               | |
|                | Maria Rast                         | Würselen                            | St. Sebastian, Würselen             | Würselen                   | 1987/1988 erbaut beim Stadtgarten, spitzbogig offener verputzter Bau mit Satteldach, im Inneren ein Muttergottesbild |
| weitere Bilder | Kapelle St. Jobs                   | Würselen-Broichweiden-St. Jobs      | St. Lucia, Broichweiden             | Würselen                   | 1986–1989; Pilgerkapelle; Backsteinbau mit achteckigem Grundriss, hohe Laterne, |
|                | Kapelle Dommerswinkel/Am Maarhof   | Würselen-Broichweiden               | St. Lucia, Broichweiden             | Würselen                   | 2004; erbaut auf dem Gelände des Maarhofes an der Stelle, wo bis 1945 ein Bildstock stand, der seinerseits an einem Unfall erinnerte. Dort war im Ersten Weltkrieg eine Granate in dem Hofteich gefallen und explodiert, infolgedessen ein Kind getötet und zwei Kinder verletzt worden sind. Heutiger Kapellenbau aus Ziegeln mit spitzgiebeligem Schieferdach. Mit Blausteingewänden eingefasster rundbogiger Eingang. Der Gebetsraum ist 1,80 Meter breit und 1,50 Meter lang |
|                | Fatima-Kapelle                     | Würselen-Broichweiden-Linden-Neusen | St. Nikolaus, Linden-Neusen         | Würselen                   | 1966 erbaut im Pfarrgarten nach Plänen von Architekt Georg Poensgen, Backsteinbau, spitzbogig offen unter spitzem Satteldach |
|                | Kapelle „Am Wann“                  | Würselen-Morsbach                   | St. Balbina                         | Würselen                   | Anfang 20. Jahrhundert, Backsteinbeu und Naturstein mit Pietà |
| weitere Bilder | Antoniuskapelle                    | Würselen-Pley                       | St. Peter und Paul, Bardenberg      | Würselen                   | 1900; Die beiden Fenster der Kapelle waren ursprünglich ein Chorfenster der Kirche St. Antonius in Niederbardenberg aus der Glasmalerei Oidtmann. 1984 wurde dieses vom Kapellenverein erworben und in zwei Teilen an den Seiten der Antonius-Kapelle neu eingebaut. |